# Erasmus-Grasser-Preis
Der Erasmus-Grasser-Preis wurde 1993 auf Initiative des damaligen Referenten für Arbeit und Wirtschaft Reinhard Wieczorek von der Landeshauptstadt München gestiftet. Der jährlich verliehene Preis ist mit 2500 Euro dotiert, kann auf bis zu fünf Preisträger aufgeteilt werden und wird in Kooperation mit der Handwerkskammer für München und Oberbayern vergeben. Namensgeber ist Erasmus Grasser, Schöpfer der stadtbekannten Moriskentänzer.

## Auswahlkriterien
Mit dem Preis würdigt die Stadt München herausragende Leistungen in der beruflichen Bildung von Jugendlichen. Für die Auszeichnung können sich Münchner Handwerksbetriebe oder deren Ausbilder bewerben. Alternativ können sie sich auch von den Innungen oder Berufsschulen vorschlagen lassen. Die Bewerbungen werden von einer paritätisch besetzten Jury aus Vertretern der Handwerkskammer und der Stadt München bestimmt. Entscheidend für den Erfolg einer Bewerbung sind dabei u. a. die Ausbildungsqualität, die Anzahl der bislang Ausgebildeten und die Dauer der Ausbildungstätigkeit. Die Arbeit mit Behinderten, Lernbeeinträchtigten, ausländischen Jugendlichen und Mädchen in Männerberufen wird besonders gewürdigt.

## Festakt
Die Preisverleihung findet jährlich im Festsaal des Alten Rathauses München statt. Münchens Bürgermeisterin Christine Strobl sprach die Laudatio und überreichte den Preisträgern ihre Auszeichnung bestehend aus Urkunde und einer Moriskentänzer-Holzfigur. Am 12. November 2012 jährte sich die Preisverleihung zum zwanzigsten Mal. 2021 übergab Bürgermeisterin Katrin Habenschaden bei einem Festakt im Rathaus vier Münchner Ausbildungsbetrieben und einer Ausbilderin den Erasmus-Grasser-Preis.

## Preisträger
- 1993: Gerhard Bergmüller (Malerei Bergmüller GmbH) // Alfons Brachem (Kfz-Betrieb MAHAG) // Schreinerei Georg und Günter Schrägle // Heinrich Schreier (Spenglerei K. Träumer & Söhne GmbH & Co) // Gürtlerei I. Winhart & Co. GmbH
- 1994: Metzgerei Gassner // Wolfgang Rother (Konditorei & Cafe P. Gass) // Heinrich Meier (Schreinerei Heinrich Meier GmbH) // Steinmetzbetrieb Johann Steininger
- 1995: Karl Pfau (Autowerkstatt Schönstraße) // Rudolf Heibl (Raumausstatter Heibl) // Heilmeier & Weinlein, Fabrik für Ölhydraulik GmbH & Co. KG // Jürgen Lang (Malerei Rudolf Lang OHG) // Bäckerei Heinrich Traublinger GmbH
- 1996: Konditorei-Café Amberger OHG // Möbelschreinerei Richard Laber // Edeltraud Löffelmann (Damenschneiderei) // Metzgerei Vinzenz Murr // Handbuchbinderei Helmut Schiedeck
- 1997: Achatz-Wärmetechnik GmbH // Parkettlegerei Wilhelm Baumann // Karl-Heinz Kaulich und Thomas Wenwieser (Caritas Werkstätte „Am Westpark“) // Feintäschnerei Benno Marstaller KG // Fotostudio Reger
- 1998: Herrenschneiderei Hans Georg Fröba // Steinmetz Franz-Xaver Hupf GmbH // Toni Schaffler (Kfz-Handwerk Löffler & Schaffler GmbH) // Konditorei Paul Schmidt // Siegfried Sterr (Wäscherei-Reinigung Sterr)
- 1999: Sanitär- und Heizungstechnik, Franz Gerstner Ing. Büro // Kfz-Handwerk Vertriebs-GmbH der Johann-Häusler & Co. KG // Schreinerei Holzkollektiv GmbH // Ute Weber (Damenschneiderei Atelier La Silhouette) // Seil- und Hebetechnik Jos. Schwaiger's Wwe. GmbH
- 2000: Orthopädie-Schuhtechnik Bernwieser GmbH // Schlosserei Josef Dopfer // Heizungsbau Fritz Hummel GmbH & Co. // Konditorei-Café Prinzregent // Erich Wiesmaier (Dentallabor Wiesmaier & Wittmann OHG)
- 2001: Friedrich Kufner (Hufbeschlagsschmiede) // Elektro-Anlagen Hans Loy GmbH // Konditorei Münchener Freiheit Eisenrieder GmbH // Gas-Wasser-Installation Josef Pließling GmbH // Bedachungen Fritz Schäffler GmbH & Co. KG
- 2002: Modefriseur Blatter GmbH // Bäckerei Karl-Heinz-Hoffmann // Elektro Mehringer GmbH // Heizung-Obermeier GmbH // Malerwerkstätte Romanow GmbH
- 2003: Bauer Elektrounternehmen GmbH & Co. KG // Heizungsbau und Sanitärinstallation Bähr GmbH // Münchner Orgelbau Johannes Führer GmbH // Woerner's Caféhaus Reber und Café am Dom  e. K. // Karl-Günther Wolf (Kachelofen- und Luftheizungsbauer Wolf & Sohn GmbH)
- 2004: Josef Baumgartner GmbH, Elektro, Sanitär und Heizung // Blomberger Karosserie- und Lackzentrum // HAWE Hydraulik GmbH & Co. KG // Max Rischarts Backhaus KG // Ludwig Zausinger Elektro-Anlagentechnik GmbH & Co KG
- 2005: Eduard Aschenbrenner (Auto Henne GmbH) //  MTG-Kommunikationstechnik GmbH // Klempnerei Heinz Nersinger GmbH // Maßschneiderei Bernhard Steinwachs // Konditorei Widmann
- 2006: Café Luitpold // Müller Graviertechnik GmbH // Michael Renner Bauunternehmung GmbH // Elektro Riedel GmbH // Hans Schramm GmbH & Co. KG
- 2007: Bäckerei-Konditorei Brücklmeier Betriebs GmbH // Globig GmbH Sanitär und Heizung, Elektro Graser GmbH // Naturstein Gestaltung Mario Valdini // Elektrotechnische Anlagen Hans Seemüller GmbH
- 2008: Malerei Becker + Sohn GmbH & Co KG // Demo DesignModellbau GmbH // Sendlinger Elektroanlagen Greil GmbH // Georg Kieffer Sattelwarenfabrik GmbH // Bäckerei-Konditorei Ziegler GmbH
- 2009: Metzgerei Magnus Bauch // Stefan Klein (BMW Niederlassung München) // Malerei und Betonsanierung Reinhold Knoll GmbH // Gas, Wasser, Heizung Oppek + Co. GmbH //  Bäckerei-Konditorei Café Zerlin
- 2010: Brüll + Gruber Metalldesign // Sanitär- und Heizungstechnik Buchberger GmbH // Metzgerei Liedl e. K. // Elisabeth Maier-Spanner (Modeatelier Maier-Spanner) // Bäckerei-Konditorei Reicherzer
- 2011: Akkay Haustechnik GmbH // Berg-am-Laimer Backhaus // Hörmann Fassadentechnik GmbH // Metzgerei Probst GmbH // Iris Schuster (Atelier für Mode)
- 2012: Autohaus Riedel GmbH // Schriftenmalerei Hochstetter GmbH // Konditorei-Cafe-Partyservice Peter Bacher // Kostümverleih Breuer // Gebäudetechnik Stingl GmbH
- 2013: Fink Gebäudetechnik GmbH & Co. KG // Kuhn Elektrotechnik GmbH // Kozlik + Zirnbauer GbR Munich Repair Shop für Zupfinstrumente // Pittroff Elektrotechnik GmbH // Privat Bäckerei Wimmer GmbH & Co. KG
- 2014: Autohaus Christl GmbH & Co. KG // Dilek Hair Couture GbR // Kuhn Werbetechnik GmbH // LUKA Kälte-Klimatechnik GmbH // Brot & Feinbäckerei Neulinger
- 2015: Berufsausbildungswerk München, S. Bothur // Juwelier Heiden // Lorenz + Schmid GmbH // Mauerer Öko Bäckerei Konditorei GmbH // Zinoni München Heizungsbau GmbH
- 2016: A + B Pertler GmbH // J.7 hair lounge // Gustav van Treeck Werkstätten für Mosaik und Glasmalerei GmbH // Erwin Köck – Lackiererei + Karosserie GmbH // Würz Heizungsanlagen GmbH
- 2017: Kältetechnik aircool GmbH // Modeatelier Isabel Etti // Klosterfriseure // Gerüstbau Raetz OHG // Bernhard Vornehm Gas-, Wasser- und Heizungsinstallationen
- 2018: Bachner Elektro GmbH & Co. KG // Martin Fassnacht GmbH, Malereibetrieb // Praxis Dr. Grassl // Ernst Pertler GmbH, Gebäudetechnik // Maritim Hotel München
- 2019: Etienne Aigner AG // Bettenrid GmbH // Willi Fischer, Der Schneider am Dom // Internationale Ludwigs-Apotheke // Schiller & Wimmer GmbH
- 2021: Bildungszentrum der Pflegedirektion Klinikum Rechts der Isar, TU München, Ausbilderin Andrea Hoffmann // BRUNATA-METRONA GmbH & Co. KG // Frank Zimmerei und Holzbau GmbH & Co KG // Sartori & Fuhrmann GmbH, Malereibetrieb // Elektro Saegmüller
- 2022: ANJO Malerei GmbH // EC Aktiengesellschaft Wirtschaftsprüfungsgesellschaft // Schreinerei Gratzer GmbH // Münchener Schlüsseldienst Kilian GmbH // Stumbaum GmbH[1]
- 2023: Augustiner Bräu Wagner KG // Raumausstattung Bernhard Eder // Otto Hermann GmbH, Gebäudetechnik // Kleintierklinik der Ludwig-Maximilians-Universität München (LMU) // Würmtalschreinerei[2]